# 23283 Jinjuyi
23283 Jinjuyi là một tiểu hành tinh vành đai chính với chu kỳ quỹ đạo là 1355.3372843 ngày (3.71 năm).
Nó được phát hiện ngày 30 tháng 12 năm 2000.